# Marstonia pachyta
Marstonia pachyta är en snäckart som beskrevs av F. G. Thompson 1977. Marstonia pachyta ingår i släktet Marstonia och familjen tusensnäckor. IUCN kategoriserar arten globalt som otillräckligt studerad. Inga underarter finns listade i Catalogue of Life.